# Marokkói labdarúgó-szövetség
A marokkói labdarúgó-szövetség (franciául: Fédération royale marocaine de football, arabul: الجامعة الملكية المغربية لكرة القدم, rövidítve: FRMF) Marokkó nemzeti labdarúgó-szövetsége. A szervezetet 1955-ben alapították, 1956-ban csatlakozott a Nemzetközi Labdarúgó-szövetséghez valamint 1966-ban az Afrikai Labdarúgó-szövetséghez. A szövetség szervezi a Marokkói labdarúgó-bajnokságot. Működteti a férfi, a női valamint a korosztályos labdarúgó-válogatottat. A működést biztosító bizottságai közül a Játékvezető Bizottság (JB) felelős a játékvezetők utánpótlásáért, elméleti (teszt) és cooper (fizikai) képzéséért.

## Elnökök
- Mohamed El Yazidi (1956-1957)
- Docteur Boucetta (1957-1962)
- Driss Slaoui (1962-1966)
- Majid Benjelloun (1966-1969)
- Maâti Jorio (1969-1970)
- Badreddine Snoussi (1970-1971)
- Arsalane Jadidi (1971-1974)
- Othman Slimani (1974-1978)
- Colonel Mehdi Belmejdoub (1978-1979)
- Fadoul Benzeroual (1979-1986)
- Colonel Driss Bamous (1986-1992)
- Colonel Major Houssaine Zemmouri (1992-1995)
- Général Hosni Benslimane (1995-2009)
- Ali Fassi-Fihri (2009-2014)
- Fouzi Lekjaa (2014–)

## Külső hivatkozások
- Hivatalos honlap
- A FIFA honlapján Archiválva 2015. május 28-i dátummal a Wayback Machine-ben
- A CAF honlapján